# Christian Settipani
Christian Settipani (* 31. ledna 1961 Paříž) je francouzský genealog, historik a IT profesionál.
Je držitelem titulu Master of Advanced Studies, který získal na universitě Sorbonne v Paříži, dále doktorátu z historie, který získal v prosinci 2013 na Universitě v Lorraine s dizertační prací nazvanou Les généalogiques prévenés à Athènes sous l'empire romain a v červnu 2019 získal na univerzitě Sorbonna habilitaci za disertační práci s názvem Liens dynastiques entre Byzance et l'étranger à l'époque des Comnène et des Paléologue. Spolupracuje s laboratoří Orient et Mediterranée - le monde byzantin ve francouzském Centre national de la recherche scientifique.
Nejvíce je známý svou prací v oblasti genealogie a prosopografie vládnoucích elit v Evropě a Blízkém východě. Zvláštní pozornost věnoval genealogické souvislosti mezi dynastiemi pozdního starověku s dynastiemi raného středověku. Jeho dílo je snahou odklonit se od historických studií raného středověku, které po staletí převládaly. V díle zároveň poukazuje na elity pozdní římské říše, které byly v počátcích raného středověku zcela vytlačeny germánskými nájezdníky a novými elitami, případně informace o jejich původu a vzájemné vazby byly záměrně zkresleny. Settipaniho dílo je často využíváno a citováno v odborných článcích a knihách o raně středověkých, západoevropských dějinách. Několik učenců však vyjádřilo znepokojení nad tím, že Settipaniho prezentace a objem materiálu, který zpracovává v jediném obsáhlém díle, činí toto dílo obtížně vyhodnotitelné v konkrétních historických souvislostech.